# Manilla (grilló)
|  | Per a altres significats, vegeu «manilla». |

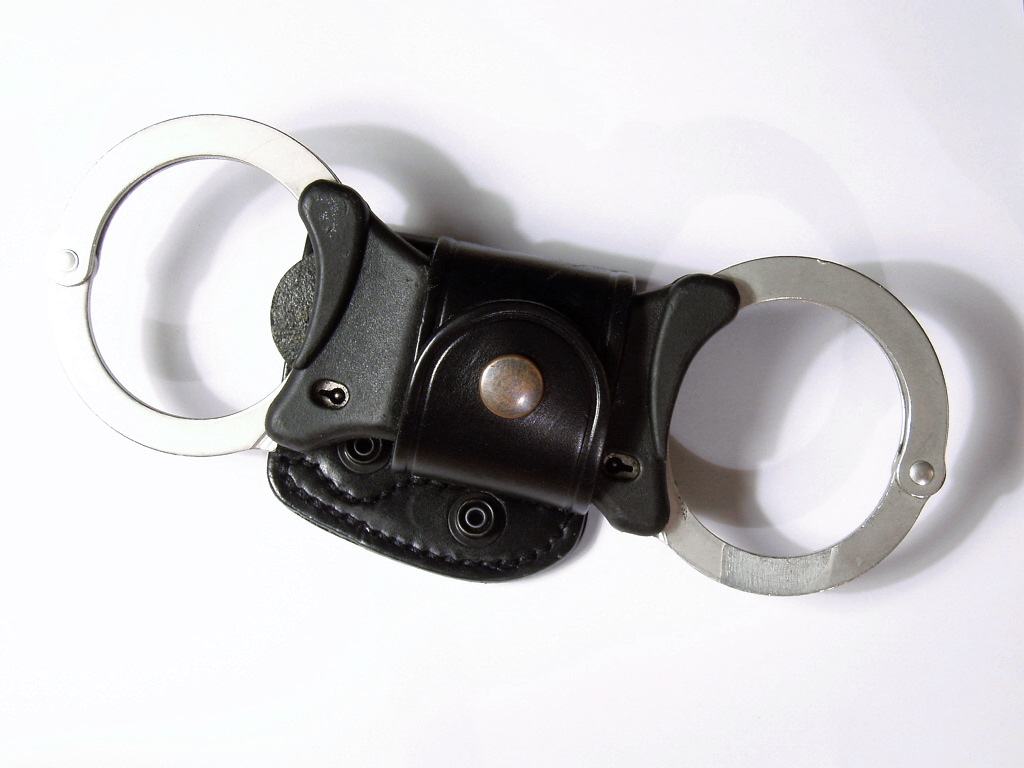
Manilles modernes de la policia del Regne Unit.

Les manilles o grillons  són un dispositiu de seguretat dissenyat per mantenir junts els canells d'un individu.

## Mida

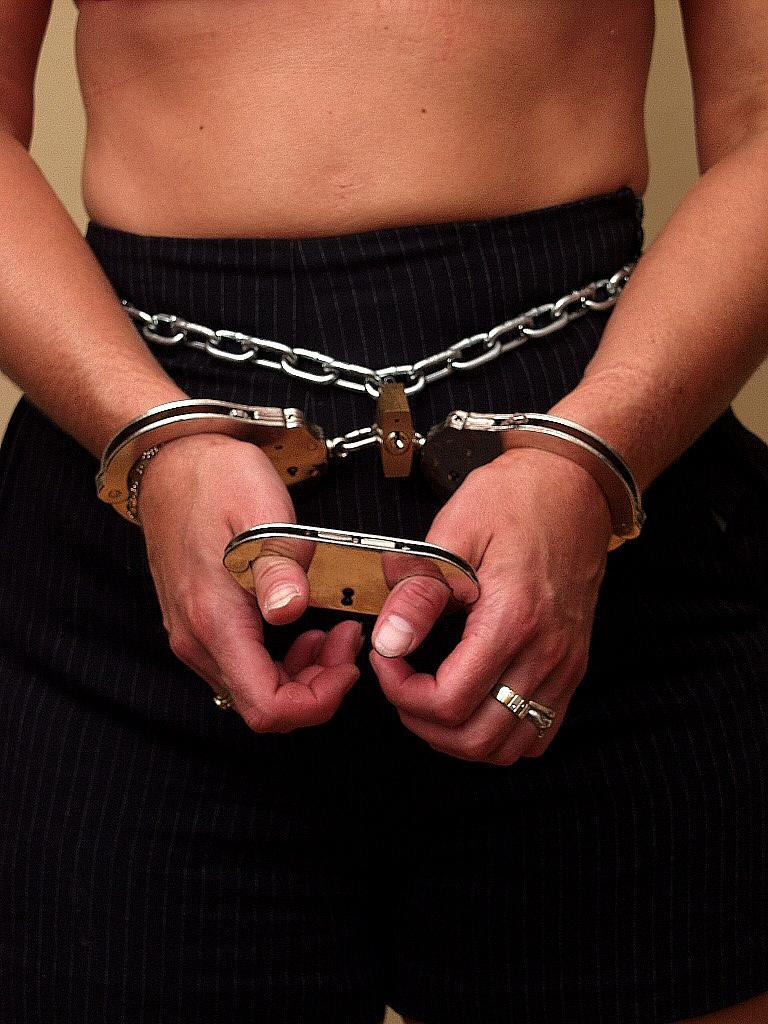
Model amb unes manilles.

Les manilles normalment disposen d'un trinquet o garfi per afavorir el seu ràpid ús i permetre l'ajust a diverses grandàries de canell.

## Tipus
Hi ha manilles de metall, d'acer inoxidable o d'alumini. També hi ha manilles de polímers i de plàstic lleuger. Respecte de les manilles de metall, hi ha dos subtipus diferents: una en la qual els punys estan units per una cadena curta (normalment dues unions), mentre que l'altre, d'origen més recent, utilitza una frontissa per a aquest propòsit. Com les manilles amb frontisses són una mica més petites quan estan completament esteses, poden ser usades més fàcilment per policies que tinguin les mans relativament petites i també poden semblar més segures, ja que els punys queden més units que amb el subtipus de cadena, a més estan més fermament subjectes. Però encara hi ha un tercer tipus, les manilles rígides tenen un bloc de metall o barra entre els punys. Encara que resulten més molestes de portar (pel volum que ocupen) permeten diferents formes d'arrest i control. Existeixen diversos accessoris destinats a millorar la seguretat de les manilles incloent-hi caixes que caben sobre la cadena o frontissa, i poden ser tancades al seu torn amb un cadenat.
De vegades calen dos parells de manilles per retenir una persona d'una grandària excepcional, ja que les mans no poden posar-se prou a prop l'una de l'altra. En aquest cas un dels punys del parell de manilles s'uneix a uns dels punys de l'altra parella de manilles, i les manilles obertes que queden es col·loquen en els canells de la persona detinguda.

## Manilles de plàstic
Existeixen unes manilles de plàstic de pes lleuger semblants a cables elèctrics. Poden ser portades en grans quantitats per soldats o policies i, per tant, serveixen per a situacions on és previsible que es necessiti un gran nombre de manilles com en grans protestes. En els últims anys, alguna aerolínia ha començat a portar aquest tipus de manilles com una manera de refrenar a passatgers conflictius. Aquestes manilles són considerades com altament ineficients en relació al cost, ja que no permeten ser afluixades i cal tallar-les en certs casos com prendre les empremtes dactilars al detingut o permetre-li anar a fer les seves necessitats corporals. No és estrany que un mateix pres arribi requerir fins a cinc d'aquestes manilles en les seves primeres hores d'arrest. S'han introduït nous productes per tractar de mitigar-ho, com manilles de plàstic que poden ser obertes amb clau, més cares que les manilles de plàstic convencionals, poden ser usades un nombre limitat de vegades i no són tan fortes com les manilles comunes. A banda que les manilles de plàstic es considera que tenen més probabilitat de causar danys als nervis o pell dels arrestats que les de metall.

## Grillons

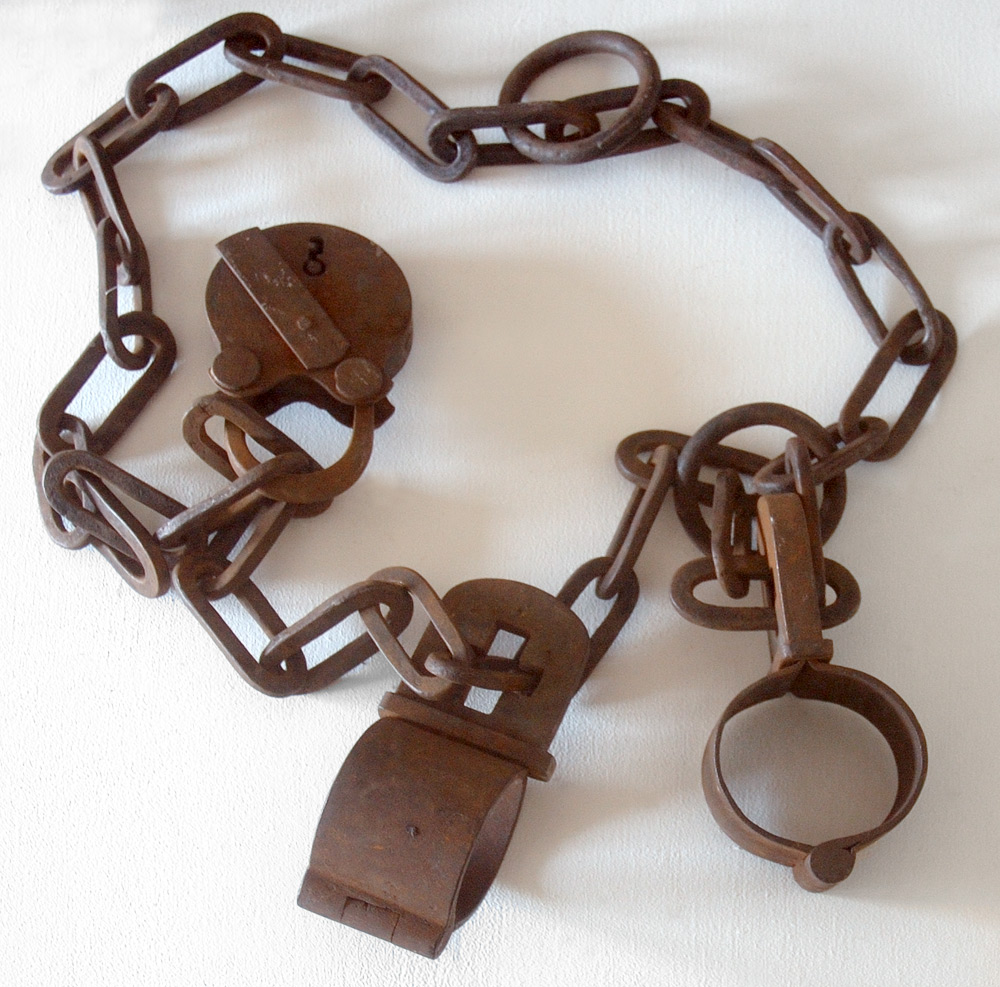
Manilles antigues (grillons).

De vegades quan un sospitós exhibeix un comportament especialment agressiu, es poden usar també grillons. La cadena, que connecta un grilló amb un altre, es pot unir també amb la cadena de les manilles. Hi ha hagut algun cas que una persona així lligada ha mort d'asfíxia posicional, el que ha causat que aquesta pràctica es convertís en altament polèmica i ha estat seriosament restringida o, fins i tot, prohibida en molts llocs.

## Claus

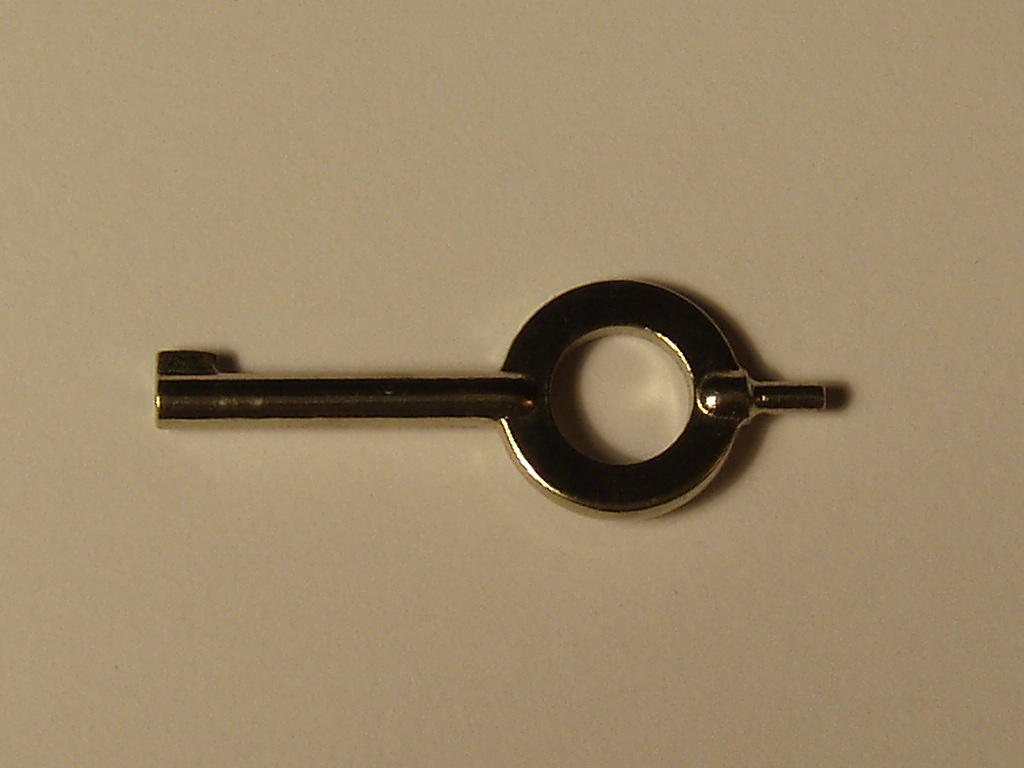
Clau universal.

La majoria de les manilles modernes del Canadà, Estats Units i Regne Unit poden ser obertes amb una mateixa clau estàndard per evitar problemes en cas que es perdin les claus. De tota manera hi ha manilles de diferents tipus i les manilles de màxima seguretat requereixen claus especials.

## Curiositats
- En Japó si algú és fotografiat o filmat amb les mans emmanillades les imatges han de ser mostrades amb les mans pixelades, això és així perquè es considera que unes mans emmanillades impliquen culpa i podria provocar prejudicis durant el procés judicial.
- Les manilles de policia han estat usades algunes vegades en bondage i activitats BDSM. Això és potencialment perillós, ja que no han estat dissenyades per a aquest propòsit i poden provocar danys a la pell o els nervis. Hi ha manilles especialment dissenyades per al bondage.
- Escapar d'unes manilles és un truc habitual dels il·lusionistes, probablement el més famós dels quals sigui Harry Houdini.